# Queen of Light
Queen of Light— второй студийный альбом нидерландской симфо/готик-метал группы Imperia, вышедший в 2007 году.

## История
Работать над вторым своим альбомом группа начала ещё в 2005 году и к концу года уже значительная часть материала для записи была готова. Запись его проходила с февраля по май 2006 года в Spacelab Studios в Эдте (Германия). Продюсировали альбом Оливер Филиппс и Кристиан Мус. Последний также проводил микширование на Moschus. Мастеринг проводил Энди Хорн на Red Room (Германия) в декабре того же года.
Релиз альбома состоялся 23 марта 2007 года Massacre Records (Германия).

## Список композиций
| №                   | Название             | Длительность |
| ------------------- | -------------------- | ------------ |
| 1.                  | «Mirror»             | 4:33         |
| 2.                  | «Fly like the Wind»  | 4:58         |
| 3.                  | «Raped by the Devil» | 4:14         |
| 4.                  | «Broken Wings»       | 6:32         |
| 5.                  | «Braveheart»         | 5:36         |
| 6.                  | «Facing Reality»     | 5:25         |
| 7.                  | «Norway»             | 4:49         |
| 8.                  | «Abyssum»            | 6:49         |
| 9.                  | «The Birth of…»      | 3:12         |
| 10.                 | «Queen of Light»     | 4:58         |
| 11.                 | «Fata Morgana»       | 5:45         |
| 12.                 | «The Calling»        | 5:50         |
| 13.                 | «Missing You»        | 5:08         |
| Общая длительность: | Общая длительность:  | 1:07:49      |

## Состав
Группа
- Хелена Ирен Михальсен (Helena Iren Michaelsen) — вокал
- Ян «Örkki» Ирланд (Jan Yrlund) — гитара
- Джон Стам (John Stam) — гитара
- Джерри Ферштрекен (Gerry Verstreken) — бас-гитара
- Стив Вольц (Steve Wolz) — ударные
- Аудун Гроннестад (Audun Grønnestad) — клавишные, аранжировка

Сессионные музыканты
- Берт (Bert) — гитара (7 трек)
- Мариэль Гроннестад (Mariell Grønnestad) — вокал (13 трек)
- Оливер Филиппс (Oliver Philipps) — гитара (античная), фортепиано, оркестровка